# Алаев, Михаил Константинович
Михаи́л Константи́нович Ала́ев (21.11.1925 — 1945?) — командир отделения 216-го гвардейского стрелкового полка гвардии красноармеец — на момент представления к награждению орденом Славы 1-й степени.

## Биография
Родился 21 ноября 1925 года в селе Васильевка Альметьевского района Республики Татарстан. Мордвин. Окончил 7 классов. Работал в колхозе.
В январе 1943 года был призван в Красную Армию Ново-Письмянским райвоенкоматом. После подготовки в запасном полку в апреле 1943 год направлен на фронт. Весь боевой путь прошёл в составе 216-го гвардейского стрелкового полка 79-й гвардейской стрелковой дивизии.
19 июля 1944 года в бою за город Любомль гвардии красноармеец Алаев огнём из автомата лично уничтожил 12 фашистов.
Приказом от 27 августа 1944 года гвардии красноармеец Алаев Михаил Константинович награждён орденом Славы 3-й степени.
14 января 1945 года в боях на левом берегу реки Висла близ населенного пункта Цициновка севернее города Радом гвардии красноармеец Алаев первым ворвался в траншею противника, из автомата истребил 12 солдат и 3 взял в плен.
Приказом от 25 февраля 1945 года гвардии красноармеец Алаев Михаил Константинович награждён орденом Славы 2-й степени.
Отличился Алаев и в боях на подступах к городу Берлину 14 апреля — 2 мая 1945 года. В одной из атак поднялся первым и ворвался в траншею врага, очистил её от противников, вывел из строя пулемет с прислугой. 19 апреля в бою за железнодорожную станцию Долгелин увлек за собой бойцов, ворвался в расположение противника, поразил трёх солдат и пленил одного.
Указом Президиума Верховного Совета СССР от 15 мая 1946 года за образцовое выполнение заданий командования в боях с захватчиками гвардии красноармеец Алаев Михаил Константинович награждён орденом Славы 1-й степени. Стал полным кавалером ордена Славы.
Награждён орденами Славы 3-х степеней, медалями.
Точных данных о дальнейшей судьбе нет. По данным на сайте «Мемориал», считается пропавшим без вести в апреле-мае 1945 года.